# Elena Goldiș
Elena Goldiș (n. 1882 – d. 1963, Arad) a fost un deputat în Marea Adunare Națională de la Alba Iulia, organismul legislativ reprezentativ al „tuturor românilor din Transilvania, Banat și Țara Ungurească”, cel care a adoptat hotărârea privind Unirea Transilvaniei cu România, la 1 decembrie 1918.:p. 77

## Biografie
Elena Goldiș, a studiat în cadrul Institutului Pedagogic și a devenit învățătoare în comuna Șeitin din județul Arad, iar mai apoi profesoară la Școala confesională de fete din Arad. Elena a fost soția lui Vasile Goldiș.:p. 16

## Activitatea politică

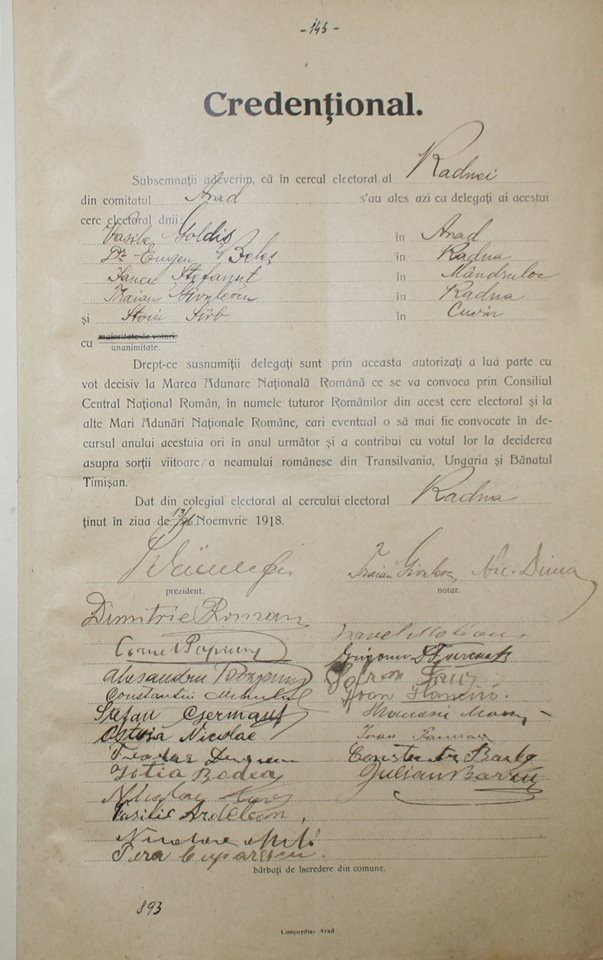
Credențional

Ca deputat în Adunarea Națională din 1 decembrie 1918 a reprezentat, ca delegat de drept, Reuniunea femeilor române din Arad.:p. 77:p. 16